# Cytherideis
Cytherideis is een geslacht van kreeftachtigen uit de klasse van de Ostracoda (mosselkreeftjes).

## Soorten
- Cytherideis abscissa (Reuss, 1850) Klaehn, 1917 †
- Cytherideis aequalis Jones, 1893 †
- Cytherideis apatoica Schweyer, 1949 †
- Cytherideis baltica Klie, 1938
- Cytherideis bemelenensis (Veen, 1936k) Bonnema, 1940 †
- Cytherideis bosqueti Veen, 1936 †
- Cytherideis botellina (Jones, 1870) Jones & Sherborn, 1889 †
- Cytherideis bradiana Lienenklaus, 1894 †
- Cytherideis elegans Seguenza, 1885
- Cytherideis gosportensis Blake, 1950 †
- Cytherideis gracillima Seguenza, 1885
- Cytherideis impressa Jones, 1893 †
- Cytherideis laevigata Neviani, 1906 †
- Cytherideis lata Brady, 1866
- Cytherideis limburgensis Veen, 1936 †
- Cytherideis longissima (Schmidt, 1948) Puri, 1953 †
- Cytherideis mediterranea Schneider, 1953 †
- Cytherideis mucronata Seguenza, 1885
- Cytherideis negramiensis Voroshilova, 1956 †
- Cytherideis novazealandiae Brady, 1898
- Cytherideis oryza Brady, 1866
- Cytherideis parallela Jones & Hinde, 1890 †
- Cytherideis pulchra Brady, 1866
- Cytherideis rosefieldensis Howe & Law, 1936 †
- Cytherideis rubra (Mueller, 1894) Kruit, 1955
- Cytherideis ruggierii Cheetham, 1952 †
- Cytherideis tenuis Schneider, 1953 †
- Cytherideis truncata (Lienenklaus, 1894) Brestenska, 1975 †
- Cytherideis vitrea Mehes, 1941 †